# The Haunted Hathaways
The Haunted Hathaways (bra: A Família Hathaway, também conhecido A Família Hathaways; prt: Hathaways Assombradas) é uma sitcom americana da Nickelodeon que foi exibida originalmente entre 13 de julho de 2013 a 5 de março de 2015, totalizando 47 episódios. A serie conta a história de uma mãe solteira e suas duas filhas que se mudam para uma casa ocupada por três fantasmas, um pai solteiro e seus dois filhos. As duas famílias resolvem seus problemas usando os poderes de fantasmas e formas humanas. A primeira temporada da série era para ser composta em 20 episódios, mas em 21 de agosto de 2013, a primeira temporada ganhou mais 6 episódios, totalizando a primeira temporada com 26 episódios. Em 21 de outubro de 2013 foi renovado para uma segunda temporada de 22 episódios. A série foi filmada no Paramount Studios em Hollywood, Califórnia.
A serie é exibida no Brasil desde 1 de fevereiro de 2014. O SBT adquiriu os direitos reservados da série, sendo exibida desde o dia 27 de julho de 2015. No dia 11 de agosto, mudou de horário, substituindo Diff'rent Strokes. A série foi exibida até 22 de agosto, sendo substituída por The Wayans Bros.. Em outubro de 2015, passou a ser transmitida na Rede Fuso, no horário nobre da Região Norte e Região Nordeste do Brasil, devido ao horário de verão.
É a terceira série do Universo de Heróis da Nickelodeon sendo precedida por The Thundermans (2013) e seguida por Henry Danger (2014).

## Episódios
| Temporada | Temporada | Episódios | Exibição original   | Exibição original  | Exibição no Brasil     | Exibição no Brasil     | Exibição em Portugal   | Exibição em Portugal   |
| Temporada | Temporada | Episódios | Estreia Original    | Final Original     | Estreia no Brasil      | Final no Brasil        | Estreia em Portugal    | Final em Portugal      |
| --------- | --------- | --------- | ------------------- | ------------------ | ---------------------- | ---------------------- | ---------------------- | ---------------------- |
|           | 1         | 26        | 13 de julho de 2013 | 31 de maio de 2014 | 1 de fevereiro de 2014 | 16 de outubro de 2014  | 9 de dezembro de 2013  | 18 de dezembro de 2014 |
|           | 2         | 22        | 28 de junho de 2014 | 5 de março de 2015 | 23 de outubro de 2014  | 24 de setembro de 2015 | 22 de dezembro de 2014 | 2 de setembro de 2015  |

## Prêmios e indicações
| Ano  | Prêmio                          | Categoria                              | Recebido por                                            | Resultado |       |
| ---- | ------------------------------- | -------------------------------------- | ------------------------------------------------------- | --------- | ----- |
| 2014 | Nickelodeon Kids' Choice Awards | Ator de TV Favorito                    | Benjamin Flores Jr.                                     | Indicado  |       |
| 2014 | Imagen Awards                   | Melhor Atriz Jovem                     | Amber Montana                                           | Indicada  |       |
| 2014 | Imagen Awards                   | Melhor Ator Jovem                      | Benjamin Flores Jr.                                     | Venceu    |       |
| 2014 | Writers Guild of America Award  | Script Infantil - Episódios e Especias | Bob Smiley por "Haunted Heartthrob"                     | Venceu    |       |
| 2014 | Writers Guild of America Award  | Script Infantil - Episódios e Especias | Boyce Bugliari & Jamie McLaughlin por "Haunted Sisters" | Indicado  |       |
| 2015 | NAACP Image Award               | Melhor Atuação em uma Série Infantil   | Amber Montana                                           | Indicada  | [ 9 ] |
| 2015 | NAACP Image Award               | Melhor Atuação em uma Série Infantil   | Curtis Harris                                           | Indicado  | [ 9 ] |